# Hatboro
Hatboro är en kommun av typen borough i Montgomery County i Pennsylvania. Vid 2020 års folkräkning hade Hatboro 8 238 invånare.